# داريل ريتشارد
داريل ريتشارد (بالإنجليزية: Darryl Richard)‏ هو لاعب كرة قدم أمريكية أمريكي، ولد في 17 يونيو 1986 في ديستريهان في الولايات المتحدة.

## وصلات خارجية
- داريل ريتشارد على موقع مرجع كرة القدم المحترفة.كوم (الإنجليزية)